# Nakuru
Nakuru este un oraș în partea de central-vestică a Kenyei. Este reședința provinciei Rift Valley.